# Kirin Cup 1991
Kirin Cup 1991 – czternasta edycja towarzyskiego turnieju Kirin Cup. Odbyła się w dniach 2 - 10 czerwca. W turnieju zagrały cztery zespoły w tym dwa kluby.

## Mecze
| 2 czerwca 2012 | Japonia 1:0 Tajlandia                       |  |
| 2 czerwca 2012 | CR Vasco da Gama 0:0 Tottenham Hotspur F.C. |  |
| 5 czerwca 2012 | Japonia 2:1 CR Vasco da Gama                |  |
| 5 czerwca 2012 | Tajlandia 0:2 Tottenham Hotspur F.C.        |  |
| 9 czerwca 2012 | CR Vasco da Gama 3:0 Tajlandia              |  |
| 9 czerwca 2012 | Japonia 4:0 Tottenham Hotspur F.C.          |  |

## Tabela końcowa
| Drużyna                | Zwycięstwa | Remisy | Porażki | BZ/BS | Pkt. |
| ---------------------- | ---------- | ------ | ------- | ----- | ---- |
| Japonia                | 3          | 0      | 0       | 7:1   | 6    |
| CR Vasco da Gama       | 1          | 1      | 1       | 4:2   | 3    |
| Tottenham Hotspur F.C. | 1          | 1      | 1       | 2:4   | 3    |
| Tajlandia              | 0          | 0      | 3       | 0:6   | 0    |